# Ретротранспозоны
Ретротранспозоны (мобильные генетические элементы первого типа, или транспозоны, перемещающиеся через РНК-интермедиаты) — это генетические элементы, которые могут самовоспроизводиться в геноме и являются вездесущими компонентами ДНК многих эукариотических организмов.
Ретротранспозоны являются подклассом транспозонов. Ретротранспозоны широко распространены у растений, где они часто являются важным компонентом ядерной ДНК. У кукурузы 49-78 % генома состоит из ретротранспозонов, у пшеницы около 90 % генома представлены повторяющими последовательностями, из них 68 % — перемещающимися элементами. У млекопитающих практически половина генома (45-48 %) состоит из транспозонов или остатков транспозонов. Примерно 42 % генома человека состоит из ретротранспозонов, и около 2-3 % — из ДНК-транспозонов.

## Классификация
Ретротранспозоны, или мобильные генетические элементы первого типа, состоят из двух подтипов — ретротранспозонов с длинными концевыми повторами (англ. LTR, long terminal repeats), и ретротранспозонов без длинных концевых повторов.
Последние в свою очередь делятся на длинные диспергированные повторы (англ. LINEs, long interspersed elements) и короткие диспергированные повторы (англ. SINE, short interspersed elements).